# Matthew Shepard
Matthew Wayne Shepard (Casper, 1º dicembre 1976 – Fort Collins, 12 ottobre 1998) è stato uno studente statunitense diventato tristemente noto per essere stato derubato e brutalmente massacrato da due giovani suoi coetanei in una località campestre vicino a Laramie, Wyoming, la notte tra il 6 ottobre e il 7 ottobre 1998.
Matthew Shepard morì cinque giorni dopo a causa delle gravi ferite subite senza riprendere più conoscenza; durante il processo, gli imputati ammisero di avere inflitto le torture a Shepard perché questi era omosessuale.
Il caso Shepard suscitò scalpore per l'efferatezza della violenza con cui il ragazzo fu ucciso, e sensibilizzò il pubblico statunitense riguardo ai diritti della comunità LGBT e all'annoso dibattito sulla pena di morte. Gli assassini, infatti, stanno attualmente scontando la pena in prigione; la loro condanna, inizialmente indirizzata verso la pena di morte per entrambi, è stata variata in sede processuale a una condanna alternativa di ergastolo senza diritto di appello e di riduzione della pena, grazie alla famiglia della vittima che scelse di accettare la proposta della loro difesa, pur non rinunciando a portare avanti una campagna pubblica per non mettere a tacere l'episodio, portando a essere il figlio Matthew un simbolo contro l'omofobia e la discriminazione delle persone LGBT in tutto il mondo.

## Biografia
Matthew Shepard nacque a Casper, primogenito di Dennis Shepard e Judy Peck Shepard. Frequentò con profitto la Crest Hill Grade School, Dean Morgan Junior High, e i primi due anni delle scuole superiori al Natrona County High School. Divenne anche membro della St. Mark's Episcopal Church.
Nel 1992, a seguito del trasferimento in Arabia Saudita del padre, ingegnere dirigente dell'azienda petrolifera saudita Aramco, la famiglia visse nel Saudi Aramco Residential Camp di Dhahran, mentre Matthew si trasferì in Svizzera per frequentare la TASIS American School di Lugano. Qui Matthew si dedicò con profitto allo studio ma anche alle complementari attività teatrali e allo studio della lingua tedesca, francese e italiana.
Nel 1995, durante un viaggio studentesco in Marocco con la propria classe, Matthew Shepard subì uno stupro di gruppo da ragazzi marocchini che, dopo averlo violentato, lo derubarono portandogli via anche le scarpe. Questo episodio segnò molto Matthew, tanto da sottoporsi a esami clinici e ad alcuni ricoveri ospedalieri, oltre a sottoporsi a una terapia di antidepressivi contro frequenti attacchi di panico. 
Ristabilitosi e diplomatosi nel 1995, Matthew Shepard fece ritorno negli Stati Uniti e frequentò il Catawba College prima e il Casper College in seguito, prima di trasferirsi a Denver, dove visse da solo per circa un anno dando scarse notizie di sé alla famiglia, che continuò a risiedere in Arabia Saudita. 
Matthew Shepard in seguito si iscrisse alla facoltà di Scienze Politiche presso l'Università del Wyoming a Laramie, con l'intento di dedicarsi alla carriera diplomatica e venne anche eletto rappresentante degli studenti per il Wyoming Environmental Council. 

### L'aggressione fatale
Intorno alla mezzanotte del 7 ottobre 1998 il ventunenne Matthew Shepard incontrò in un bar di Laramie Aaron James McKinney e Russell Arthur Henderson. Non è ben chiaro come si svolsero davvero i fatti ma, secondo quanto dichiarato da McKinney, Shepard chiese loro un passaggio a casa. Matthew, forse rassicurato dal comportamento apparentemente amichevole dei due, prese posto sul pick-up di McKinney. 
Tuttavia già durante il breve tragitto verso le campagne circostanti Matthew Shepard fu verosimilmente derubato delle scarpe, della propria carta di credito e dei contanti che aveva con sé, mentre McKinney condusse il proprio pick-up in un luogo completamente isolato, un vasto terreno a ridosso di Snowy View Road. Quando Matthew scese dal veicolo per scappare venne afferrato dai due e legato a una staccionata di legno presente nel campo, per essere poi colpito ripetutamente da McKinney con il calcio della propria pistola. 
Il giovane Matthew venne selvaggiamente pestato e lasciato legato alla staccionata ormai agonizzante e completamente coperto di sangue. 
McKinney e Henderson si allontanarono subito dopo e dai suoi documenti risalirono anche l'indirizzo della famiglia Shepard, tanto da ipotizzare di dirigersi a svaligiare la loro casa, anche se poi desistettero. 
Matthew Shepard fu trovato diciotto ore dopo l'aggressione da un ciclista di passaggio che scambiò il suo corpo martoriato per uno spaventapasseri; Matthew era ancora legato alla staccionata, vivo ma esanime, coperto di sangue e in stato di incoscienza; il passante chiamò subito i soccorsi e giunse sul luogo una pattuglia di polizia della Contea di Albany. A effettuare le operazioni di primo soccorso fu l'agente Reggie Fluty che, seppur priva di guanti chirurgici, cercò di praticare al ragazzo la respirazione bocca a bocca e il massaggio cardiaco.
Il ragazzo, ormai in fin di vita, riportava una grave frattura dalla nuca fino oltre l'orecchio destro. Parte del cervello era stato danneggiato irrimediabilmente tanto da risultare compromessa la capacità di regolare le funzioni vitali. Furono riscontrate inoltre circa una dozzina di ecchimosi e profonde ferite sulla testa, sul collo e sulla faccia. Venne riportato che Shepard era stato colpito con una violenza tale da rendere il suo volto completamente ricoperto di sangue, a eccezione di dove era stato lavato dalle sue stesse lacrime.
Fu subito trasportato all'Ivinson Memorial Hospital di Laramie e successivamente al centro traumatologico Poudre Valley di Fort Collins, in Colorado. Tuttavia i medici giudicarono le sue lesioni troppo gravi per poter essere operate. Matthew Shepard non riprese più conoscenza e rimase sempre in rianimazione fino alla sua morte, avvenuta alle 00:53 del 12 ottobre. Dagli esami clinici emerse anche che Matthew Shepard era positivo all'HIV e ciò allarmò la poliziotta che gli aveva praticato le operazioni di primo soccorso senza adeguate protezioni tuttavia, dopo ripetuti esami, l'agente di polizia risultò negativa. Questo ulteriore particolare della vicenda accese forti dibattiti volti a screditare l'immagine di Matthew Shepard e della comunità LGBT in generale.
La polizia di Laramie arrestò McKinney e Henderson poco dopo il ritrovamento di Matthew quasi per caso, poiché i due sbandati furono coinvolti in una rissa ai danni di due ragazzi ispanici. A seguito dell'arresto la polizia trovò nel pick-up di McKinney l'arma insanguinata, le scarpe di Matthew e la sua carta di credito. Malgrado il tentativo di procurarsi invano un alibi tramite le loro fidanzate, i due assassini vennero arrestati con l'accusa di rissa, sequestro, aggressione, lesioni, rapina a mano armata e omicidio volontario.

### Il processo

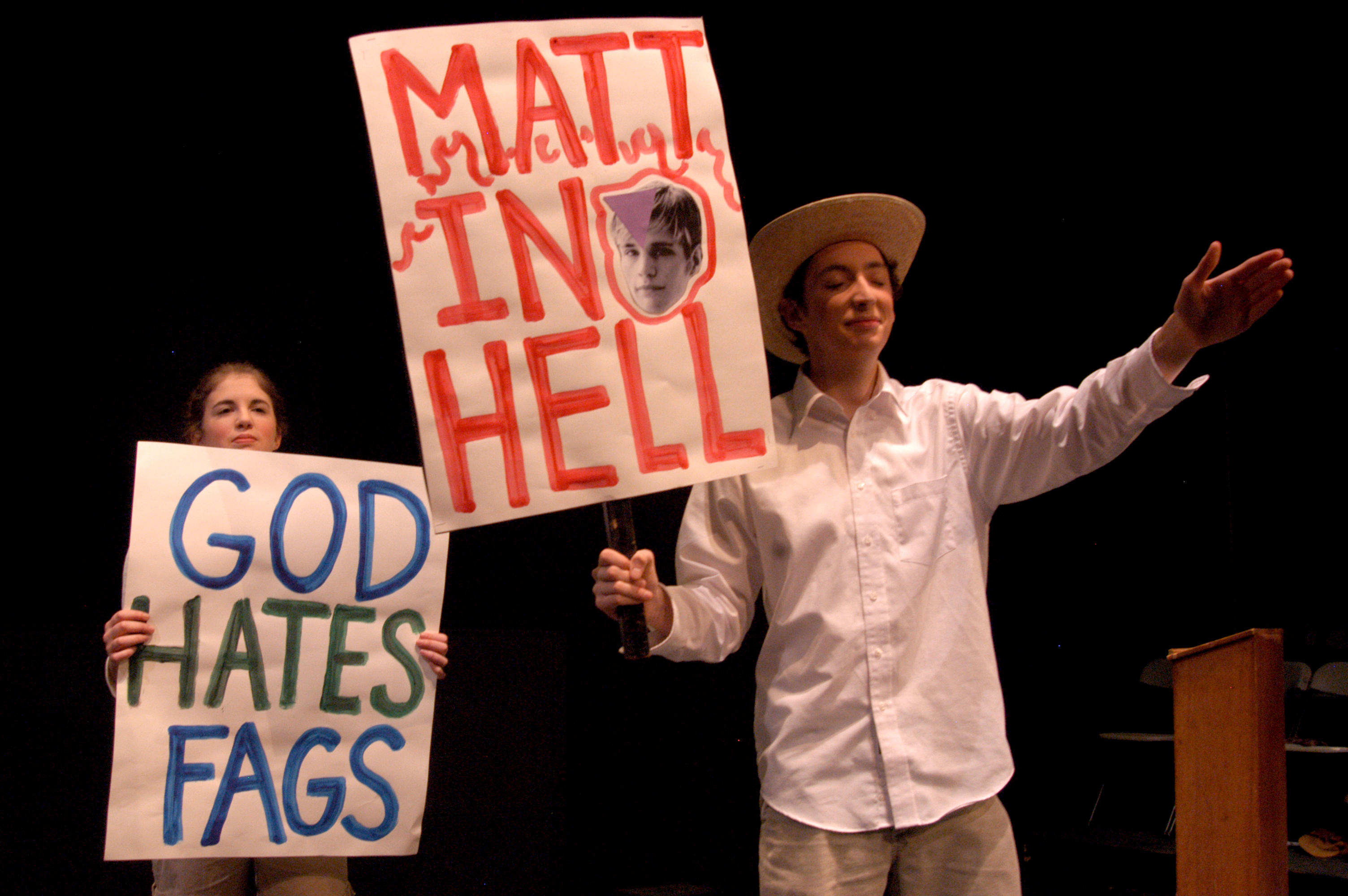
Due esponenti della Westboro Baptist Church esibiscono cartelli omofobi con scritto "Dio odia i froci" e "Matt all'inferno".

Durante le udienze di entrambi la difesa di ciascun imputato adottò varie strategie per giustificare le efferate azioni degli assassini. Quella più degna di nota fu la cosiddetta difesa da panico gay, ovvero che i due sarebbero stati temporaneamente incapaci di intendere e di volere a causa di presunte avances sessuali che gli imputati dichiararono di aver ricevuto dalla vittima. In un secondo momento invece la difesa adottò la strategia del pentimento, dichiarando che gli imputati avrebbero voluto soltanto derubare Shepard ma non avrebbero mai avuto intenzione di ucciderlo. Malgrado il seguito di alcuni innocentisti, entrambe le strategie si rivelarono deboli e l'efferatezza dell'omicidio prevalse sopra ogni cosa.
Russell Arthur Henderson fu dichiarato colpevole il 5 aprile 1999 e accettò di testimoniare contro McKinney per evitare la pena di morte; ricevette due condanne all'ergastolo, senza possibilità di appello e di essere rilasciato anticipatamente per buona condotta.
Nel processo a carico di Aaron James McKinney la giuria lo dichiarò colpevole di omicidio di primo grado, oltre che dei reati di sequestro e rapina. Quando si iniziò a considerare la pena di morte per il solo McKinney, i genitori di Matthew, seppur molto provati dalla loro tragedia, iniziarono a valutare un eventuale patteggiamento con gli avvocati della difesa, una sofferta scelta che tuttavia portò anche per McKinney a due condanne di ergastolo senza possibilità di appello e di essere rilasciato anticipatamente per buona condotta.
I genitori di Matthew, all'udienza finale dichiararono: «Noi stiamo risparmiando la sua vita in memoria di uno che non ce l'ha più.»
Malgrado ciò, una volta in prigione McKinney ed Henderson cercarono entrambi di razionalizzare nuovamente l'accaduto affermando che le loro azioni erano state dettate dalla Bibbia e anche il clero della locale comunità cattolica assunse un atteggiamento assai ambiguo opponendosi fortemente alla pena di morte per questo specifico caso.

### Le conseguenze
Furono molte le manifestazioni di solidarietà a favore di Matthew Shepard in tutto il mondo, alcune già a partire dalla morte del ragazzo. Queste manifestazioni portarono alla ribalta mediatica il caso e l'attenzione dell'opinione pubblica si concentrò sull'omofobia e sulla discriminazione sessuale che Matthew Shepard fu costretto a subire. In seguito il caso interrogò anche le coscienze riguardo l'annoso dibattito sulla pena di morte. 
Tuttavia un gruppo di oppositori omofobi, capeggiati dal discusso pastore della Chiesa Battista Fred Phelps, protestarono a più riprese con picchetti ai funerali di Shepard e a tutte le udienze del processo dei suoi assassini. L'accesa protesta di costoro si concretizzò con svariate manifestazioni in cui campeggiavano cartelli con discutibili slogan tra cui: «Matt Shepard marcisce all'inferno», «L'Aids cura i finocchi» e «Dio odia i froci». Successivamente Phelps chiese anche l'autorizzazione per la costruzione di un monumento in granito da erigere nel parco di Casper, sul quale avrebbe dovuto essere apposta una targa in bronzo con l'immagine di Matthew Shepard e le parole: «MATTHEW SHEPARD, entrato all'inferno il 12 ottobre 1998, in spregio all'avviso di Dio: "Non avrai con maschio relazioni come si hanno con donna: è abominio." - Levitico 18:22», ma non gli venne concessa.
Durante il processo a Henderson, Romaine Patterson, un'amica di Matthew Shepard, insieme ad altri suoi amici e sostenitori, organizzò una controprotesta pacifica e silenziosa nei confronti di Phelps, circondando il suo gruppo di esagitati. I dimostranti guidati da Romaine Patterson indossarono una lunga tunica bianca con grandi ali che nascosero completamente al pubblico di passaggio la vista del gruppo di Phelps, che già era stato confinato dalla polizia in una piccola area delimitata. Nonostante il gruppo di Romaine Patterson non avesse un preciso nome durante la dimostrazione, è stato successivamente soprannominato Angels of Peace e l'iniziativa Angel Action.
Tattiche simili a quelle utilizzate dagli Angels of Peace crearono un precedente e vennero riutilizzate in numerose occasioni di protesta contro le manifestazioni omofobe di Phelps, ottenendo però risultati meno efficaci a causa dell'intervento della polizia che separò i gruppi confinandoli in zone diverse per evitare un contatto troppo ravvicinato tra i due gruppi.
La staccionata alla quale Matthew Shepard venne legato e lasciato morire è stata definitivamente rimossa dal proprietario del terreno poco tempo dopo la conclusione del processo. I genitori di Matthew, Judy e Dennis, sono ancora oggi attivi sostenitori dei diritti gay ed educatori alla tolleranza. Per timore che la sepoltura di Matthew Shepard venisse profanata o vandalizzata, essi decisero di conservare privatamente le ceneri del figlio.
Il caso Shepard spinse il presidente Bill Clinton a rinnovare i tentativi di estendere una legge federale in materia di crimini per pregiudizio includendo individui gay, lesbiche e disabili, seppur contestati dalla maggioranza Repubblicana della Camera dei Rappresentanti.
Fu soltanto con l'amministrazione di Barack Obama che si arrivò al Matthew Shepard Act, legge fortemente voluta dallo stesso presidente Obama, le cui modifiche sono state riproposte e definitivamente approvate dalla maggioranza Democratica di Camera e Senato il 22 ottobre del 2009.
Nel 2018, a vent'anni esatti dal brutale assassinio, le ceneri di Matthew Shepard sono state trasferite presso la cripta della Cattedrale dei Santi Pietro e Paolo della Chiesa Episcopale, a Washington. La cerimonia funebre, tenutasi il 26 ottobre di quell'anno, fu presieduta, insieme al vescovo gay Gene Robinson, dalla vescova titolare della cattedrale, Mariann Budde, la quale si sarebbe distinta, nello stesso luogo, nel 2025, per il suo drammatico ed accorato appello alla pietà rivolto al presidente Trump in occasione della cerimonia per il suo secondo insediamento.

## Influenza culturale

### Politica
- Coretta Scott King, vedova di Martin Luther King, ha scritto a Judy Shepard, madre del ragazzo ucciso, esprimendo il proprio cordoglio e la speranza che i diritti civili includano, in futuro, i diritti di gay e lesbiche.

### Spettacolo
- L'attrice Ellen DeGeneres ha presenziato a un servizio commemorativo su Shepard a Washington, dove ha affermato che il proprio coming out avvenuto poco prima dell'attacco era stato per «evitare che questo tipo di cose accadessero».

### Cinema
Sono stati prodotti tre film sulla storia di Shepard:
- The Laramie Project (basato sull'omonimo dramma teatrale),
- The Matthew Shepard Story
- Anatomy of a Hate Crime.

Matthew Shepard è inoltre presente, in una breve intervista, nel documentario Dear Jesse.

### Pittura
Nel 2011 l'artista Antonello Morsillo ha omaggiato Shepard con la tela Scarecrow, raffigurandolo come un angelo nella mostra Svestiti di carne i martiri del pensiero, al Caffè letterario di Roma, accanto ad altri martiri come Pasolini, Ipazia e Giordano Bruno.

### Televisione
Nel novembre del 2004 gli assassini di Shepard sono stati intervistati al programma 20/20 della rete televisiva ABC News, spiegando che il loro omicidio non fu indotto da motivazioni omofobe, bensì da una collera aggravata dall'assunzione di metilanfetamine, un'affermazione che però venne da subito smentita dagli inquirenti del caso sulla base di analisi cliniche. 
Entrambi dichiararono anche di avere avvisato da subito i loro avvocati, ma che questi preferirono intraprendere l'inutile linea difensiva basata sulla "difesa da panico gay". L'emittente televisiva ABC venne criticata aspramente dalla comunità LGBT per questa intervista televisiva.

### Musica
Le canzoni scritte sul caso Shepard sono circa una cinquantina. Fra esse si segnala:
- Darthe Jennings, Way to Laramie - da Lessons Of The Heart, (1999).
- Tim Baldwin, Wyoming skies - da Full circle round, (1999).
- Hugh Blumenfeld, Lacrimae Laramie - da Mr. Jekyll & Dr. Hyde, (1999).
- Grace, Crucify (song for Matthew Shepard) - da Grace, 1999).
- Mark & Dean, How many candles - da Man of my dreams, (1999).
- Mike James, Scarecrow - da Right aligned, (1999).
- Randi Driscoll, What matters (In memory of Matthew Shepard), (1999).
- Dave Crossland, Matthew Shepard - da Fields of promises, (2000).
- Heather Lev, Matthew Shepard - da Reasons for rain (privately released), (2000).
- Stain'd Glass, Matthew 21:22 - da Family Values, LML Music, (2000).
- Melissa Etheridge, Scarecrow - da Breakdown (2001) (il titolo allude al fatto che Shepard venne scambiato per uno spaventapasseri al momento del ritrovamento).
- Elton John e Bernie Taupin, American Triangle - da Songs from the West Coast (2001).
- Ami Ray, Laramie - da Stag, (2001).
- Protest The Hero, Fear and loathing in Laramie - da A calculated use of sound (2003). Opera di una band "indie rock".
- Thursday, M. Shepard - da War all the time, (2003). Opera di un complesso hardcore punk.
- Heather T. Strong, The Shepard.
- Trivium, And Sadness Will Sear - da The Crusade, (2006)
- Neutral Milk Hotel, Little Birds (2011)